# That's What You Get
"That's What You Get" é uma canção da banda norte-americana de rock alternativo Paramore. Este é o segundo single do álbum Riot! na Austrália, terceiro nos Estados Unidos e no Brasil, e o quarto no Reino Unido. A canção foi libertada em rádio no dia 22 de março na Austrália e no dia 24 de março nos Estados Unidos.
Nos EUA o single foi libertado em 5 de maio e em 12 de maio, confirmado pela Fueled by Ramen. Essa canção também recebeu a certificação de Disco de Ouro nos Estados Unidos em 12 de dezembro de 2008, vendendo mais de 500,000 cópias.

## Videoclipe
O videoclipe, dirigido por Marcos Siega, foi filmado em Nashville, Tennessee, em 2 e 3 de março de  2008. A MTV liberou o vídeo clipe oficial em 24 de março de 2008. O video mostra a banda de música tocando em uma sala com clips de uma relação de dois amantes e um pequeno encontro da banda da família e amigos. Os amigos e familiares tem um bom tempo de tirar fotos, falar, e ouvir música. Os dois amantes parecem estar muito apaixonados entre si. Um dos amantes parece estar ligado a um dos membros da banda. Os dois vão logo para o ajuntamento onde o garoto conhece alguém (Talvez uma ex-namorada) e começa a paquerar com ela. Enquanto o garoto continua gastando mais tempo com a outra menina, sua namorada se senta em um sofá próximo que presta atenção a eles. Assim que eles começam a dar as mão, a namorada sai e começa a chorar. O final mostra os dois namorados tirando uma foto se beijando usando uma câmera de telefone celular, e os amigos e a família saem.

### Bastidores
O videoclipe foi filmado pouco tempo depois do Paramore ter cancelado sua turnê europeia para trabalhar sobre “questões pessoais”, entre especulação sobre mídia do rompimento da banda. Hayley Williams explicou que, dado o estado de fragilidade da banda, todos eles pensavam que era melhor se manterem discretos, envolvendo-se com os amigos e familiares, mantendo-se  simples.

## Faixas
| Single |                       |                                           |         |  |
| N.º    | Título                | Compositor(es)                            | Duração |  |
| 1.     | "That's What You Get" | Hayley Williams, Josh Farro e Taylor York | 3:40    |  |

## Paradas musicais
| Paradas (2008)              | Melhor posição |
| --------------------------- | -------------- |
| Canadá Hot 100              | 92             |
| Nova Zelândia Singles Chart | 35             |
| UK Singles Chart            | 55             |
| Billboard Hot 100           | 66             |
| Billboard Hot Modern Rock   | 36             |
| Billboard Pop 100           | 25             |
| Portugal Singles Top        | 33             |